# セルゲイ・ウィッテ内閣
セルゲイ・ウィッテ内閣 は、ロシア帝国において ロシア閣僚会議 の名称で機能した内閣で、セルゲイ・ウィッテの指導のもと、1905年11月6日から1906年5月5日まで続いた。

## 概要
セルゲイ・ウィッテによる内閣はロシアの歴史において初めての内閣であった。ウィッテが首相就任時に際して皇帝ニコライ2世に対して示した改革案は、民主的な選挙権の行使を通じて選ばれた立法議会（「帝国ドゥーマ」）の創設、市民的自由の付与、 内閣政府と「憲法秩序」の樹立という内容であった。イギリスの歴史家、オーランドー・ファイジズによれば、自由主義改革の政治プログラムを基本に含むこれらの要求は、自由主義者を宥めることによって政治的左翼を孤立させようとする試みであった。ウィッテは弾圧が一時的な解決方法にすぎず、危険なものであることを強調した。というのも、彼は軍隊が、その忠誠心がまさに今問われているのであり、その軍が大衆に向けて使用されたとき、すべてが崩壊する事態さえありうると信じたからであった。皇帝の軍事顧問もほとんどはウィッテに同意した。こうして、ウィッテとアレクセイ・ドミトリエヴィチ・オボレンスキーによって十月詔書が起草された。しかし、皇帝は、元「鉄道書記官」で「実業家」出身の官僚にすぎないセルゲイ・ウィッテによって専制的な統治を放棄するよう強いられたことを恥辱に感じていた。
ウィッテ内閣は短期間であったにもかかわらず、ドゥーマでつくられた非常に多くの重要な国務が執り行われた。セルゲイ・ウィッテの首相としての初仕事は、ストーンアイランドにある彼のダーチャ（別荘）に主だったサンクトペテルブルクの新聞編集者たちを招き、メディアに対して連立内閣の創設をアナウンスすることのはずであった。しかし、彼はあえてそのような危険は避けた。編集者たちはウィッテに対し「政府は信用できない」と述べ、サンクトペテルブルクからロシア帝国軍を撤退させることを要求した。
結果として、ウィッテはロシア社会のリベラルな人びとからの支持と承認を充分に受けることができず、もとよりツァーリからも支持されなかった。ロシア閣僚会議の議長として半年間その職にあったセルゲイ・ウィッテが辞職願を提出したとき、ニコライ2世は簡単にそれを受け取った。

## 閣僚
| 役職         | 氏名                           |
| ------------ | ------------------------------ |
| 首相         | セルゲイ・ウィッテ             |
| 内務大臣     | ピョートル・ドゥルノヴォ       |
| 大蔵大臣     | イワン・シポフ                 |
| 外務大臣     | ウラジーミル・ラムスドルフ     |
| 鉄道大臣     | クラウディ・ネメシャーエフ     |
| 司法大臣     | セルゲイ・マニュキン           |
| 司法大臣     | ミハイル・アキモフ             |
| 軍務大臣     | アレクサンドル・ローデガー     |
| 国家教育大臣 | イワン・トルストイ             |
| 宮廷大臣     | ウラジーミル・フレデリクス     |
| 海洋大臣     | アレクセイ・ビリレフ           |
| 通商産業大臣 | ヴァシーリー・ティミリヤーゼフ |
| 通商産業大臣 | ミハイル・フェードロフ         |
| 農業大臣     | ニコライ・クトラー             |
| 農業大臣     | アレクサンドル・ニコルスキー   |
| 国家統制大臣 | ドミトリー・フィロソフォフ     |
| 検察長官     | アレクセイ・オボレンスキー     |